# Osuna
Osuna est une commune située dans la province de Séville de la communauté autonome d’Andalousie en Espagne.
Dans l'antiquité, elle était connue sous le nom d'Urso. La ville multiplie les demeures de style baroque et Renaissance, construites par les ducs d'Osuna.

## Géographie

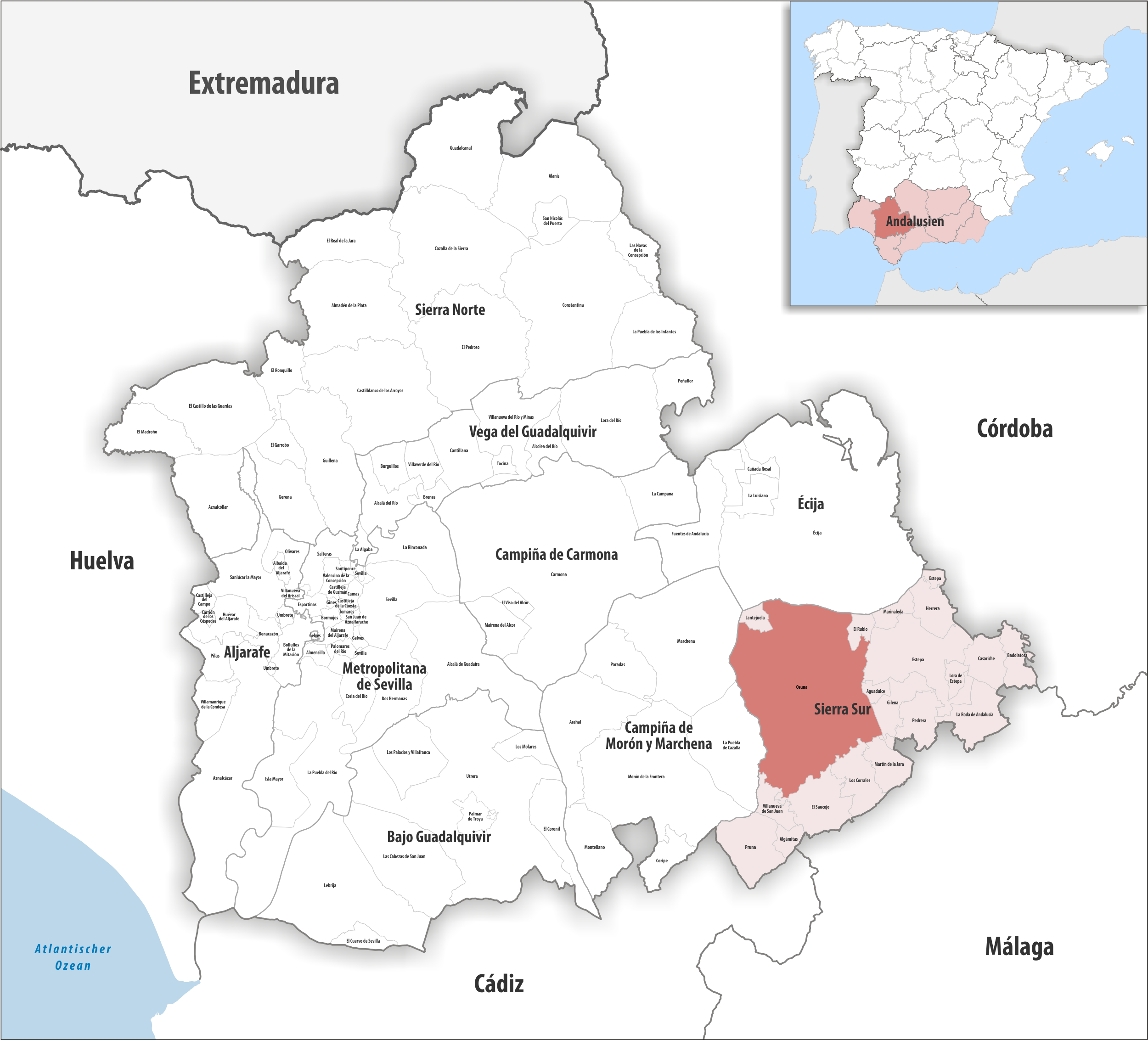
Osuna dans la comarque Sierra sud de Séville, province de Séville / en Andalousie

### Localisation
La commune d'Osuna est dans l'est de la province de Séville, dans le nord-ouest de la  comarque Sierra sud de Séville.
Séville est à 87 km ouest ; 
Madrid à 496 km nord-nord-est ; 
Gibraltar à 250 km sud (distances par route) - mais Gibraltar est à seulement 125 km à vol d'oiseau.

### Communes voisines
Osuna jouxte la comarque d'Ecija au nord (commune d'Ecija) et la comarque Campiña de Morón et Marchena à l'ouest (Marchena, La Puebla de Cazalla).

### Généralités
La commune se compose de 59 142 hectares répartis sur la campagne, les plaines et d'argile, utilisées pour l'agriculture sèche. Il a un territoire plus montagneux vers la Sierra Sur (Penibética), l'espace qui est utilisé pour la culture des olives.[réf. nécessaire]
Son climat se caractérise par des hivers froids et des étés chauds, avec des pics qui peuvent atteindre 35 °C, tandis que le minimum sont frais, avec des températures qui peuvent atteindre 9 °C. En hiver, les températures sont froides, avec des températures pouvant atteindre 10 °C et minimale pouvant atteindre -5 °C, présentant plus de 40 jours de gel annuel et des chutes de neige sporadiques. Le printemps est doux. La plus basse température enregistrée par la station d'Andalousie agroclimatique dans la période 2000-2009 est inférieure à -11 °C, le 28 janvier 2005, étant l'un des plus froids jamais enregistrés en Andalousie. Pendant ce mois, il y a eu 30 jours consécutifs de gel.[réf. nécessaire]

### Hydrographie
À l'est, le Blanco (es), affluent du Genil et sous-affluent du Guadalquivir, coule du sud au nord sur la commune avant d'en marquer la limite avec Aguadulce puis avec Estepa. D'importantes inondations en 2018 ont incité le gouvernement à investir dans des travaux sur le Blanco à la hauteur d'Aguadulce.
Dans la pointe sud-ouest de la commune, le Corbonés (es), affluent du Guadalquivir, sert de limite de commune avec El Saucejo puis avec Villanueva de San Juan. Dans La Puebla de Cazalla, la commune suivante côté aval, la Confédération hydrographique du Guadalquivir (es) a construit un barrage vers la fin des années 1980 sur le cours de cette rivière.
Le barrage fait 71 m de hauteur. Le lac résultant est le réservoir de la Puebla de Cazalla, partagé principalement entre la Puebla de Cazalla et Villanueva de San Juan mais aussi, pour une plus petite partie, avec Osuna.

## Histoire
L'origine d'Osuna remonte à environ trois mille ans. Elle est d'abord une ville ibérique, connue pour le Taureau d'Osuna. En 44 av. J.-C., à la suite d'une purge par Jules César, elle est refondée par Marc Antoine comme une colonie de vétérans romains sous le nom de Colonia Iulia Genetiva, connue pour sa Lex Ursonensis.[réf. nécessaire]
Pendant la période musulmane, la ville est appelée Oxone, avant d'être conquise en 1239 par les armées castillanes de Ferdinand III. En 1264, la commune est rattachée à l'Ordre de Calatrava. Par sa situation stratégique, elle devient un point crucial pour la défense de la frontière avec le royaume de Grenade.[réf. nécessaire]
Les ducs d'Osuna étaient l'une des plus grandes familles de la noblesse espagnole. María Josefa Pimentel y Téllez-Girón, célèbre pour son patronage d'artistes, épousa Pedro Téllez Girón, 9e duc d'Osuna en 1771. En 1788, le peintre Francisco de Goya représente La Famille du duc d'Osuna. Ce couple cultivé tenait la peinture de Goya en haute estime et fut parmi ses premiers mécènes.

## Culture
- église collégiale Notre-Dame-de-l'Assomption (en) (en espagnol Colegiata de Nuestra Señora de la Asunción)

- Université d'Osuna, construite en 1548.

- Palais du chapitre de la cathédrale de Séville (en espagnol Palacio del Cabildo de la Catedral de Sevilla)[9],[10],[11]

Des sculptures pré-romanes remarquables ont pu inspirer Pablo Picasso.
En octobre 2014, pendant 17 jours, les arènes d'Osuna ont accueilli une scène du tournage de la cinquième saison de la série Game of Thrones en complément d'autres scènes tournées à l'Alcazar de Séville.

## Personnalités liées à la commune
- Alonso Lobo (1555-1617), compositeur, né à Osuna
- Juan Téllez Girón (es) (1456-1528), duc d'Osuna, mort à Osuna
- Francisco de Osuna (1492-1540), franciscain, né à Osuna
- Juan Manuel de Ayala (1745-1797), explorateur, homme politique, né à Osuna
- Manuel María de Arjona (es) (1771-1820), poète, né à Osuna
- Manuel Infante Buera (1883-1958), compositeur, né à Osuna
- Juan Rodríguez Jaldón (1890-1967), peintre, né à Osuna
- Manuel Maysounave (1929-2020), homme politique, né à Osuna[13],[14]
- Francisco Rodríguez Marín (1855-1943), poète né à Osuna
- Antonio Pedro Rodríguez-Buzón Pineda (1913-1977), poète, né à Osuna[15]
- Antonio Orozco (1972-), chanteur, ses parents sont originaires d'Osuna, a parrainé la plantation de plus de 4 000 arbres dans le parc qui porte son nom à Osuna[16],[17]
- Jesús Quijada, peintre[n 1]
- Francisco López Alfaro (1962-), footballeur, né à Osuna
- Lele de Osuna, guitariste
- Pedro Chirino (1557-1635), missionnaire jésuite aux Philippines, historien et éthnographe.

## Galerie

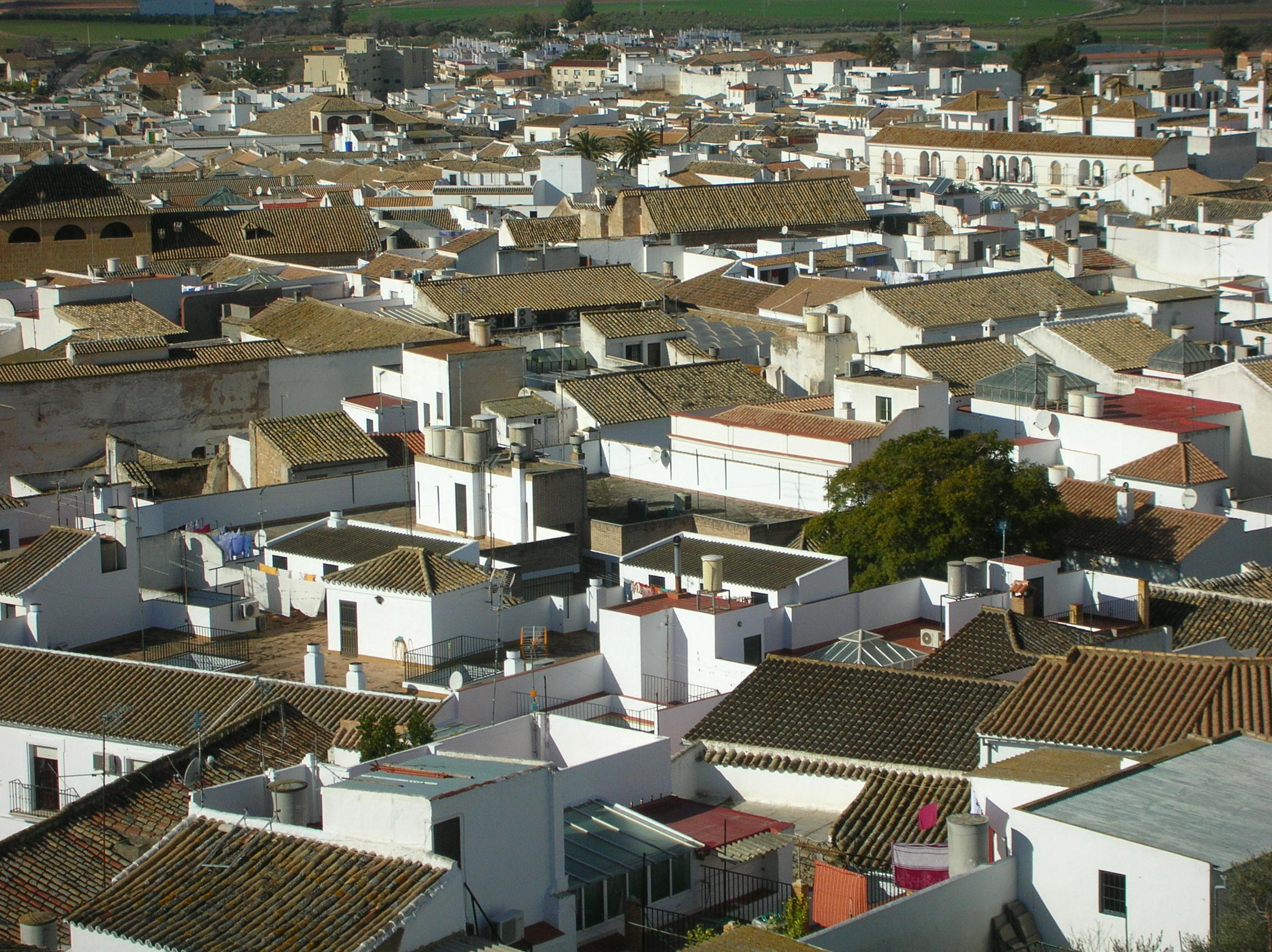
Vue sur les toits d'Osuna.
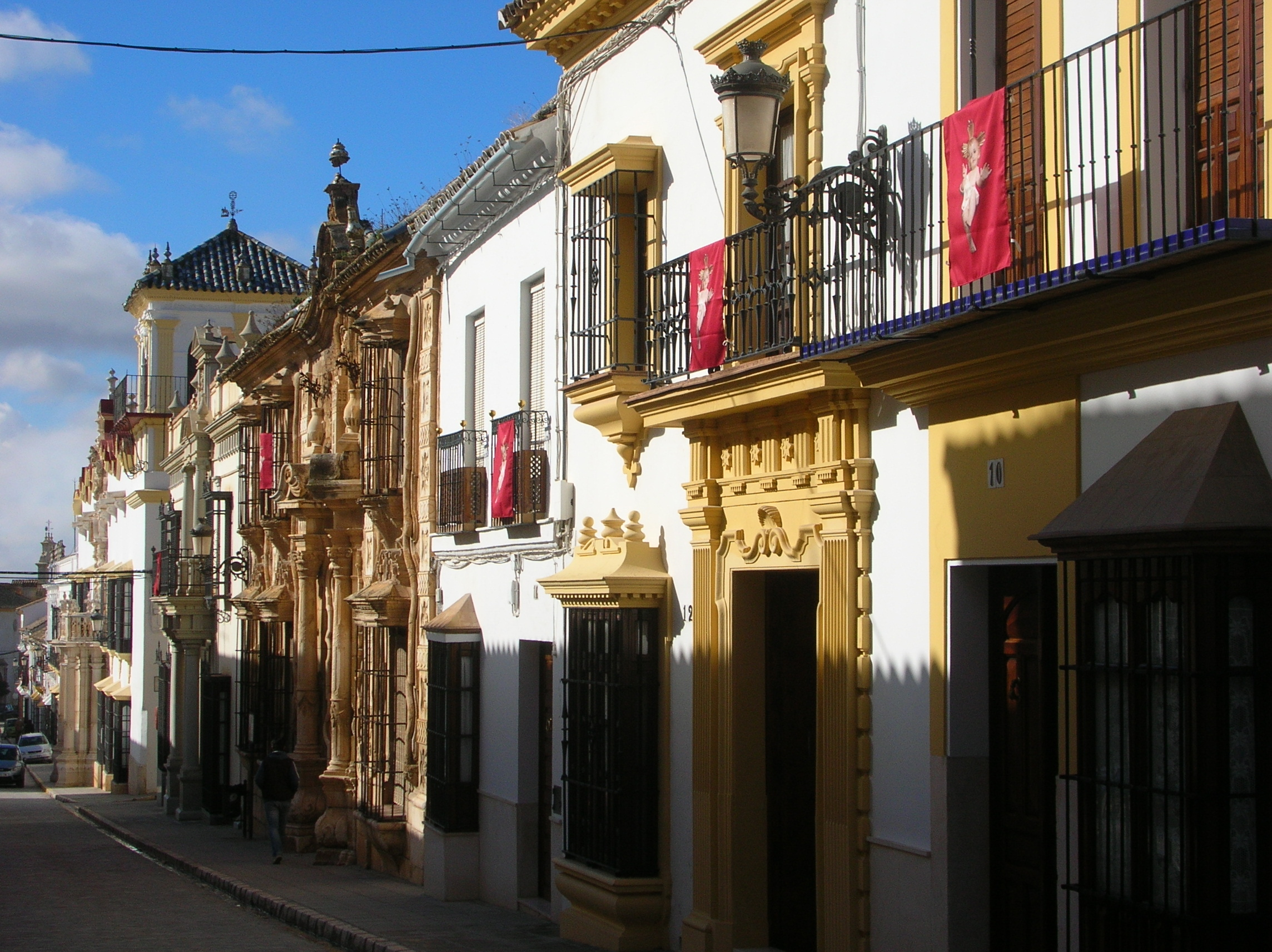
La rue San Pedro.
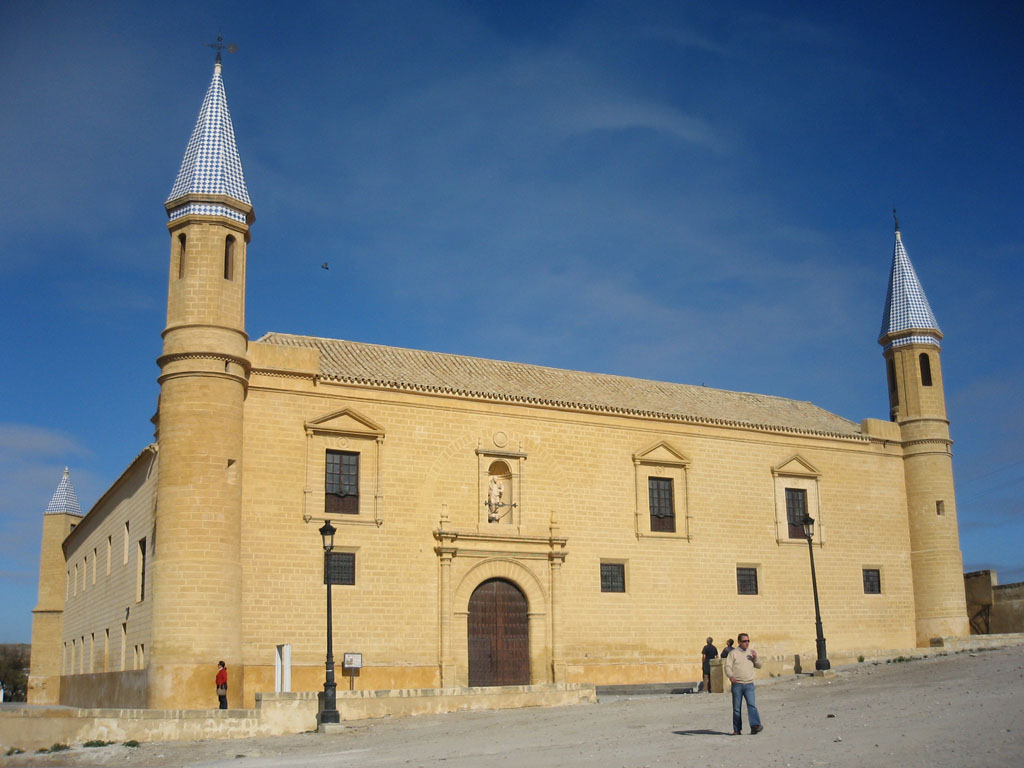
Université d'Osuna.
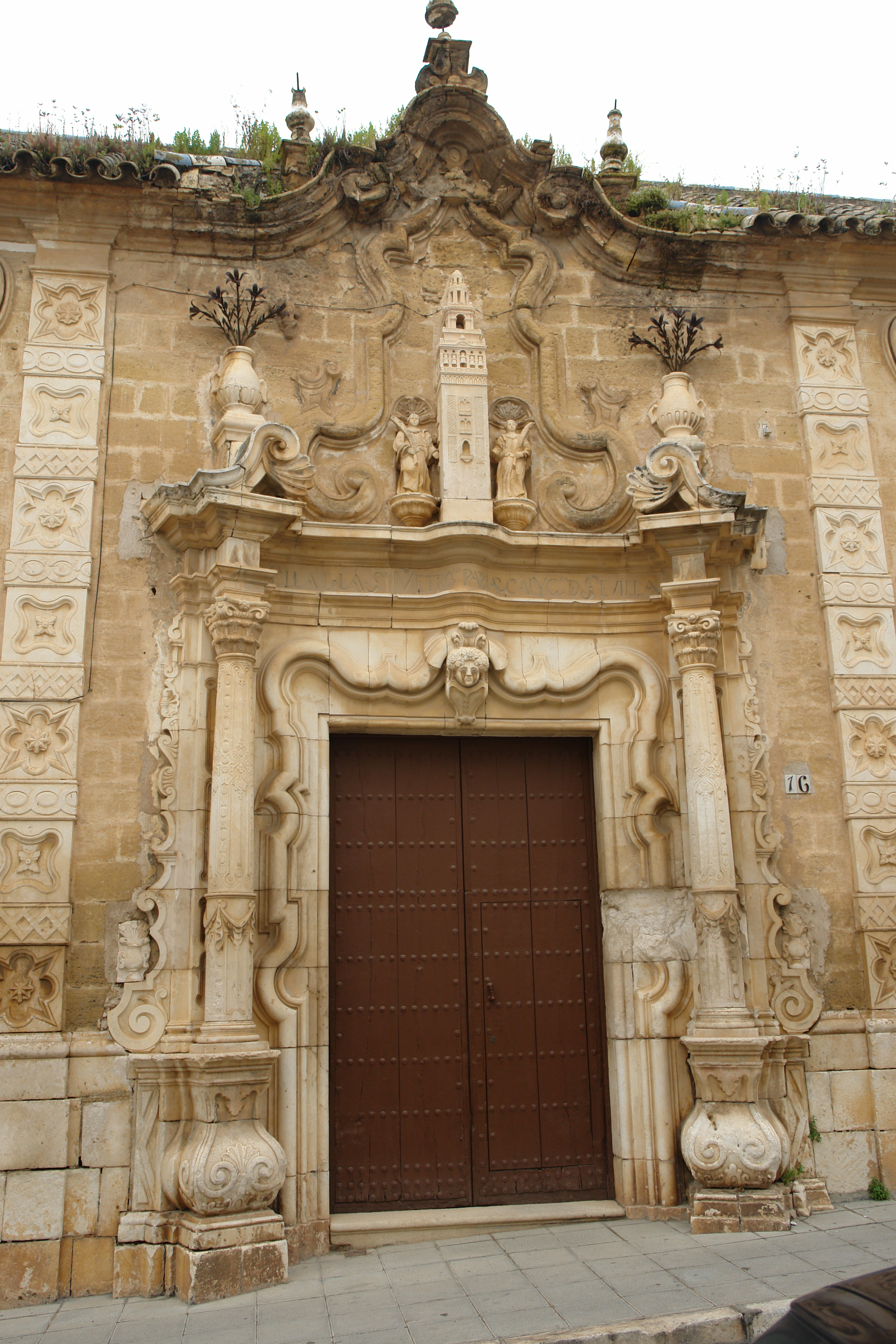
Portail Cilla del Cabildo.
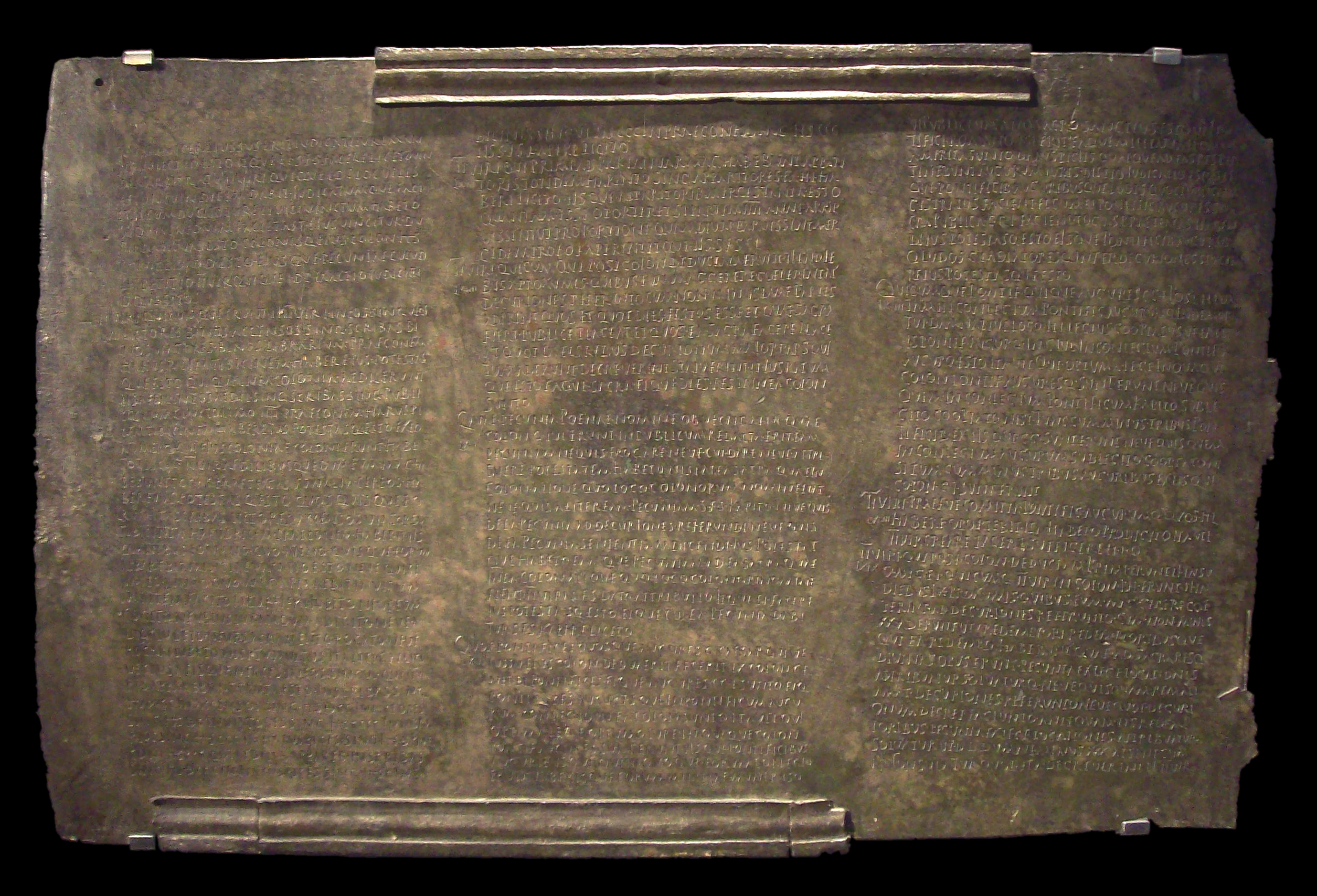
Lex Ursonensis.
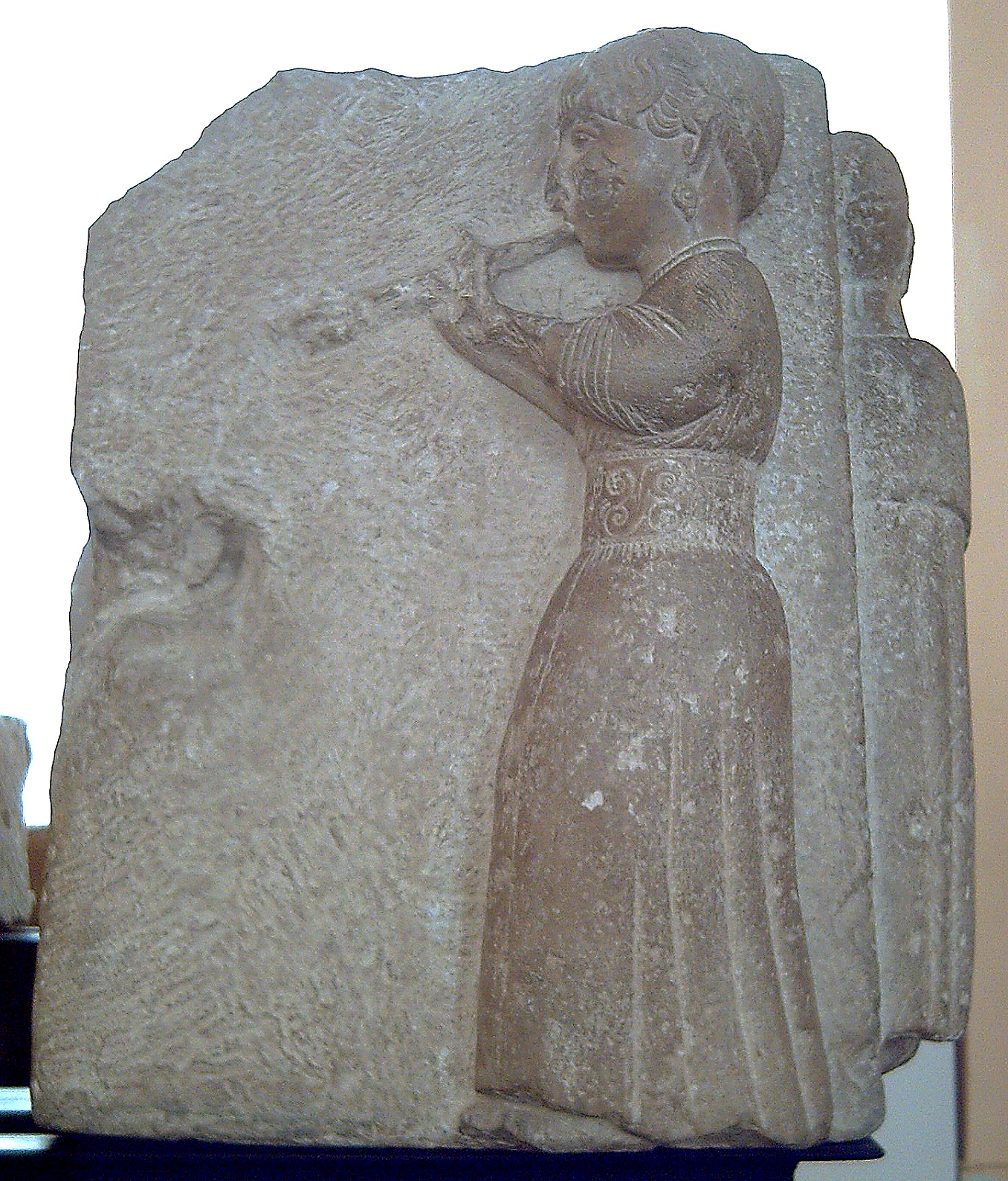
Joueuse d'aulos.